# Budweiser Grand Prix of Cleveland 1993
Budweiser Cleveland Grand Prix 1993 var ett race som var den åttonde deltävlingen i PPG IndyCar World Series 1993. Racet kördes den 11 juli på Burke Lakefront Airport i Cleveland. Paul Tracy tog sin andra seger för säsongen, efter att fullständigt ha dominerat tävlingen. Marlboro Team Penske tog en dubbelseger, med Emerson Fittipaldi på andra plats. Fittipaldi fortsatte med att sakta ta in poäng på mästerskapsledande Nigel Mansell, men Mansell slutade trea, och tappade därmed bara ett par poäng till Fittipaldi.

## Slutresultat
| Plats | Förare             | Team                     | Grid |
| ----- | ------------------ | ------------------------ | ---- |
| 1     | Paul Tracy         | Marlboro Team Penske     | 1    |
| 2     | Emerson Fittipaldi | Marlboro Team Penske     | 3    |
| 3     | Nigel Mansell      | Newman/Haas Racing       | 2    |
| 4     | Stefan Johansson   | Bettenhausen Motorsports | 4    |
| 5     | Mario Andretti     | Newman/Haas Racing       | 12   |
| 6     | Robby Gordon       | A.J. Foyt Enterprises    | 20   |
| 7     | Raul Boesel        | Dick Simon Racing        | 10   |
| 8     | Teo Fabi           | Hall/VDS Racing          | 9    |
| 9     | Brian Till         | Turley Motorsports       | 13   |
| 10    | Arie Luyendyk      | Chip Ganassi Racing      | 15   |
| 11    | Olivier Grouillard | Indy Regency Racing      | 17   |
| 12    | Hiro Matsushita    | Walker Racing            | 22   |
| 13    | Kevin Cogan        | Galles Racing            | 22   |
| 14    | Danny Sullivan     | Galles Racing            | 6    |
| 15    | Mark Smith         | Arciero Racing           | 8    |
| 16    | Ross Bentley       | Dale Coyne Racing        | 25   |
| 17    | Jeff Wood          | Euromotorsport           | 28   |
| 18    | Scott Brayton      | Dick Simon Racing        | 16   |
| 19    | Al Unser Jr.       | Galles Racing            | 7    |
| 20    | Scott Goodyear     | Walker Racing            | 5    |
| 21    | Buddy Lazier       | Leader Cards Racing      | 23   |
| 22    | Marco Greco        | Sovereign Racing         | 29   |
| 23    | Lyn St. James      | Dick Simon Racing        | 24   |
| 24    | Robbie Buhl        | Dale Coyne Racing        | 26   |
| 25    | Christian Danner   | Euromotorsport           | 19   |
| 26    | Brian Bonner       | Hemelgarn Racing         | 27   |
| 27    | Willy T. Ribbs     | Walker Racing            | 14   |
| 28    | Bobby Rahal        | Rahal-Hogan Racing       | 10   |
| 29    | Roberto Guerrero   | Budweiser King Racing    | 18   |